# Mareike Adams
Mareike Adams, född 27 februari 1990, är en tysk roddare.
Adams tävlade för Tyskland vid olympiska sommarspelen 2016 i Rio de Janeiro, där hon tillsammans med Marie-Cathérine Arnold slutade på 7:e plats i dubbelsculler.